# Ana Grčić
Ana Grčić (1983.) je hrvatska rukometašica. Igrala je za hrvatsku juniorsku reprezentaciju.
Igrala je za Kaltenberg i Brodosplit Inženjering.